# Falconara Marittima
Falconara Marittima és un municipi italià, situat a la regió de les Marques i a la província d'Ancona. L'any 2024 tenia 58.965 habitants.